# 馬維駰
馬維駰（？—1625年），號華原，山西太原府陽曲縣人，明朝政治人物。

## 生平
隆慶四年（1570年）庚午科山西鄉試舉人。萬曆二十年（1592年），登壬辰科第二甲第四十七名進士。通政司觀政，授户部主事，二十二年管太倉，二十四年管德州倉，二十五年升员外郎，二十六年升郎中，出为揚州府知府，調官陝西西安府知府，三十年七月升山東副使，驻扎懷來，整饬南山地方兵备，天啓五年乙丑卒。

## 家族
曾祖馬慶；祖父馬宗道；父馬鑰。